# Жак-Далькроз, Эмиль
Эмиль Жак-Далькроз (фр. Emile Jaques-Dalcroze; 6 июля 1865 года, Вена — 1 июля 1950 года, Женева) — швейцарский композитор и педагог. Настоящее имя Эмиль Жак. Издательство его произведений предложило ему несколько изменить свою фамилию, так как в это же время был ещё другой композитор, носящий фамилию «Жак». Далькроз взял фамилию своего друга Валькроза, изменив только первую букву. С тех пор он подписывал свои произведения «Жак-Далькроз».

## Человек
В Вене, где родился Жак-Далькроз, постоянно звучала музыка Иоганна Брамса, Антона Брукнера, Иоганна Штрауса. Эмиль Жак с детства был окружён музыкой. Дед играл на скрипке, дядя — пианист, в доме постоянно музицировали. С шести лет Далькроз начал брать частные уроки музыки, в семь лет сочинил марш, а в двенадцать стал учеником Консерватории в Женеве, куда в 1875 году переехала семья. Далькроз учился у Гуго де Зенгера и неоднократно награждался призами. С раннего детства окружающие отмечали его бунтарский характер. Окончив колледж, он радостно воскликнул, что наконец покидает эту «тюрьму» и только теперь чувствует себя человеком. Далькроза возмущало, что большинство педагогов не считает нужным объяснять, для чего надо выполнять то или иное задание — то есть то, что сам он с такой любовью выполнял в своей педагогической деятельности.
В 1881 году Далькроза принимают в члены общества «Belles-lettres», объединяющего любителей художественной литературы, и он с гордостью носит имя «belletrien». В эти годы он сочиняет уже маленькие песни. В возрасте 19 лет Далькроз едет в Париж, где посещает музыкальные и театральные курсы и начинает колебаться — быть ли ему музыкантом или актёром? В 1886 году его пригласили вторым дирижёром в Алжир, где Далькроз познакомился с музыкой Африки, с её сложными ритмическими комбинациями. Уезжая в Алжир, Далькроз, чтобы придать своей внешности более солидный вид, отпустил бороду и надел пенсне, в которое были вставлены простые стёкла… По возвращении из Алжира в Вену он два года занимался музыкой у Антона Брукнера. Из Вены Далькроз едет в Женеву, где исполняют многие его произведения, затем снова в Париж, где занимался у Матиса Люсси, Цезаря Франка и Лео Делиба. В 1892 году Далькроз стал профессором Женевской Консерватории по классу гармонии и сольфеджио. Его лекции вызывают большой интерес, он увлекает учеников своим жизнерадостным характером — и позднее, будучи стариком, будет упрекать молодых композиторов в пренебрежении к весёлым стилям в музыке. Далькроз стал членом весёлого кабачка, названного «Japajou», центра артистической жизни Женевы. Там он сочинял и распевал свои весёлые куплеты, писал забавные и остроумные стишки. В этот период жизни Далькроза уже многие его сочинения исполнялись на концертах в Женеве, Германии, Лондоне.
Принимал участие в Конкурсе искусств на летних Олимпийских играх 1912 в категории «Музыка».

## Композитор
Говоря о Далькрозе, как о композиторе, нельзя не сослаться на Анри Ганьебена, автора главы «Жак-Далькроз, композитор». Особое значение придавал Ганьебен импровизаторскому таланту Далькроза, который мог тут же на концерте воплощать любую тему в музыке. Рассказывают, что однажды, будучи с демонстрацией своей системы в Марселе, в возрасте 74 лет, Далькроз услышал, что демонстрация потерпела «полный провал». Он тут же сел за рояль и начал импровизировать музыку на тему «провала», скандируя слова: «Это полный провал», и вызвал бурю аплодисментов у слушателей. Потом он даже включал эту импровизацию как номер в программу своих концертов. Ганьебен считал, что в произведениях Далькроза есть влияние французской школы, композиторов Камилла Сен-Санса и Жюля Массне. Он отмечал богатство и разнообразие мелодики в сочинениях Далькроза, а также своеобразие ритмов, метрических комбинаций. Гармонизации, по мнению Ганьебена, не представляют особой оригинальности, и сложная полифония редко встречается в сочинениях Далькроза, но не потому, что ему было трудно писать каноны и фуги, а потому, что в них не нуждались его произведения. Музыка Далькроза была столь характерна и своеобразна, что достаточно было прослушать несколько тактов, чтобы назвать автора.
Некоторые музыкальные сочинения Далькроза:
- Комические оперы, лирическая легенда, музыкальная идиллия, лирическая комедия, поэма в стихах. Среди них — «Добряк Жади».
- Фестивали. Крупные произведения с участием хора, солистов. Танцевальные номера, выполняемые детьми и взрослыми ритмистами. Они сочинялись в разное время по случаю тех или иных знаменательных национальных торжеств. Наиболее известные из них: «Фестиваль кантона Во» (1903), «Июньский Праздник» (1914), «Праздник Юности и Радости» (1923).
- Кантаты и оратории. Среди них «Эхо и Нарцисс», сочинение Хеллерауского периода, показанное ещё в Институте силами учеником Далькроза, в 1912 году.
- Поэмы и пьесы для детей. Жанровые картинки, исполняемые детьми, посвящённые воспоминаниям детства — школьным каникулам, отдельным сезонам: лету, осени, зиме и весне. Среди этих сочинений наибольшим успехом пользовался спектакль «Маленький король, который плачет». Это детская сказка в 3-х актах и 13 картинах, исполняемая 180 детьми, с танцами, сольными номерами.
- Оркестровые произведения. 13 маленьких вариаций на тему «Швейцария прекрасна», которые Далькроз сочинил в бытность свою профессором Консерватории в Женеве и предложил ученикам своим написать вариации на его тему и, в качестве примера, сочинил сам эти 13 вариаций.
- Балеты. Танцевальные сюиты.
- Концерты. Концерт для скрипки, посвящённый знаменитому скрипачу Анри Марто, поэмы, ноктюрны.
- Камерная музыка. Квартеты, трио, сюиты, серенады, новелетты, танцы, дивертисменты.
- Пение и рояль. Сочинения для голоса: соло, дуэты, вокализы, в сопровождении рояля и оркестра.
- Рояль. Большое количество пьес для рояля, любимого музыкального инструмента Далькроза. В них встречаются сложные ритмические комбинации и ритмические оригинальности, но все они всегда музыкальны и оправданы. Немало этих сочинений вошли в репертуар учеников Консерватории. Среди них — вальсы, этюды, ноктюрны, арабески, баллады и сочинения специально на метрические и ритмические задания.
- Песни. Целый большой раздел занимают песни. Сочинения Далькроза в этом жанре пользовались большой популярностью. Тексты их, а также инсценировка, принадлежат в большинстве случаев самому композитору. Насчитывается около 1000 песен. Эти песни слышны были повсюду и могут быть с полным основанием названы народными. Это были картины природы — гор, леса, а также темы труда, детской жизни. Припев песни «Песня мира и счастья» звучал так: «Если бы дети всей земли дали руки друг другу…», этот припев распевали далеко за пределами родины Далькроза. О популярности песен Далькроза говорит такой случай: гуляя однажды по горам родной Швейцарии, он услышал голос пастушка, распевающего одну из его песен. Пастушок всё время ошибался на одном и том же месте, и Далькроз ему на это указал. Но пастушок не согласился исправить свою ошибку, он сказал, что и отец и дед его пели именно так и уж они, конечно, лучше знали!.. Эти песни звучали по всей Швейцарии, их пели дети, сопровождая стада овец, гуляющие по горам любители природы и даже пели негры в Африке в переводе на свой язык. Песни Далькроза вышли в печати в различных сборниках: «27 песен для детей» (Париж, 1907 г.) и «15 новых хороводов» (1905 г.). Полный перечень музыкальных сочинений Далькроза занимает 109 страниц монографии[4].

## Создатель ритмики

### 1900—1905— зарождение идеиритмической гимнастики
В то время в хореографии расцветал особого рода танцевальный жанр, который возглавляли так называемые «босоножки». Основоположницей пластической школы танца была Айседора Дункан. Дункан, отрицая классическую школу балета с условными жестами и позами, искала естественной выразительности движений, опираясь на образы древнегреческой пластики. Отдавая должное Дункан и признавая положительные стороны её искусства, находя в них смелое новаторство, Далькроз всё же упрекал её в отсутствии настоящей школы. Он смотрел на творчество Дункан глазами музыканта и считал, что она хотела танцевать «под музыку», а он требовал в танцах «воплощения музыки». Далькроз отрицательно относился к танцам, которые, по его мнению, фиксируют только отдельные моменты движений, напоминающих серию поз, изображённых на греческих вазах и не связанных между собой. Голая техника классического балета того времени, с его точки зрения, ничто, если она не выражает человеческих чувств. Танцор должен всегда осознавать внутреннюю связь музыки и движения, считал Далькроз.
Насколько трудно было Далькрозу внедрить в стенах консерватории свой новый метод, видно из слов, полных недоверия и иронии, произнесённых одним из его друзей: «Мой бедный друг, ты видно совсем сошёл с ума!» Его система вызвала резкое осуждение. Желание сопровождать песни движением называли «гримасничаньем». Далькроз говорил, что предстал как злодей перед возмущённым ареопагом, упрекающим его в том, что он компрометирует учебное заведение своими сатанинскими выдумками. Все ополчились против Далькроза: врачи уверяли, что его упражнения утомительны; хореографы упрекали его в отсутствии техники движения; музыканты — в изобилии переменных метров; художникам не нравились чёрные учебные костюмы. Родители считали обнажённые руки и босые ноги экстравагантными, просто неприличными! Они не понимали слов Далькроза о том, что тело человека это инструмент мудрости, красоты и чистоты.
Слушая все эти критические замечания, Далькроз повторял с усмешкой, что труднее бороться с предрассудками, чем за новые идеи и, если человек пребывает в темноте, то не следует плакать, а лучше подать ему зажжённую свечку. Понадобились необычайная энергия, упорство, фанатическая вера в правоту своего метода, чтоб отстаивать своё начинание и в течение ряда лет добиваться признания своих исканий. Но его неустанно поддерживало сознание, что он делает нужное дело и, если сам не разрешит эту новую проблему, то уверен в том, что после его смерти другие продолжат его труд и найдут то, что он только наметил. Он говорил, что завёл бой часов, но что же делать, если они зазвучат только после его смерти.
Самое лучшее для человека, считал Далькроз, желающего работать для распространения новой идеи — это не считаться с той борьбой, которая идёт «за» и «против» этой идеи, а молча, упорно продолжать своё дело, не обращая внимания на поверхностную критику.

### 1905 — открытие первого курса в стенах Женевской консерватории

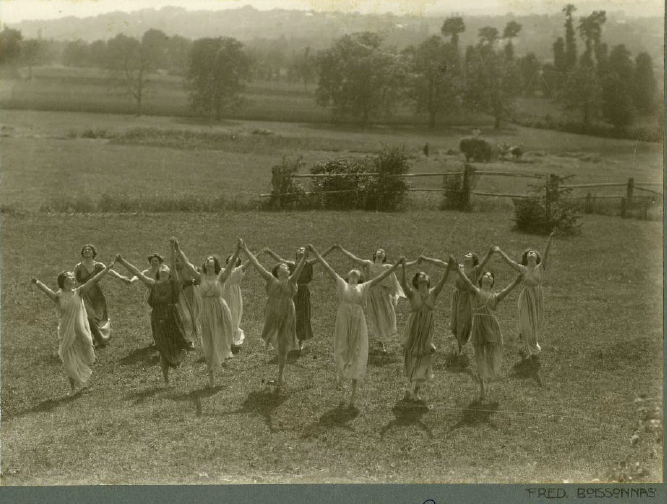
Ученики Жака-Далькроза в Гранд-Саконекс в 1909 году

Время борьбы за признание своих идей длится долго — с 1903 по 1905 год… Руководство консерватории только в 1905 году разрешает провести специальный курс ритмики в стенах данного учебного заведения. В эти годы Далькроз много пишет о музыкальном воспитании. Он нападает на устаревшие методы обучения. Считает, что учителя музыки, пренебрегая самим искусством музыки, заботятся об одной только технике.
И ещё, считал он, что прежде чем приняться за музыку, нужно научиться воспринимать и ощущать её всем своим существом, проникнуться чувством, которое порождает ритм и звуки. Далькроз находит нужным раннее музыкальное воспитание детей и общее эстетическое воспитание. Он борется за то, чтобы приём в музыкальные школы зависел не от материального благосостояния родителей, а от одарённости ребёнка.
Он особенно подчёркивал значение ритмики для детей, так как движение является биологической потребностью их организма. Далькроз говорил, что вводя ритм в школьное образование, мы тем самым готовим ребёнка к познанию искусства вообще, так как ритм является базой для всякого искусства — музыки, скульптуры, архитектуры, поэзии. Музыка кроме того имеет общевоспитательное значение — стимулирует к действию астенические натуры, успокаивает возбуждение, тонизирует поведение человека. Система Далькроза получила широкое распространение в области терапии.

### с 1909 по 1911: встреча с Вольфом Дорном и создание Института
В 1909 году в Германии Далькроз встретился с Вольфом Дорном, и это приблизило его к осуществлению своей мечты. Вольф Дорн, второй сын основателя знаменитого аквариума в Неаполе, родился в 1878 году. Это был человек разностороннего образования, но не имеющий определённой профессии и сам называющий себя дилетантом. Он изучал проблемы экономические, юридические, участвовал в создании рабочего посёлка в Хеллерау, близ Дрездена, выстроенного для рабочих фабрики прикладного искусства «Deutsche Werkstätten». Сергей Михайлович Волконский, один из страстных пропагандистов системы Далькроза, считал, что Дорна можно было действительно считать человеком новой формации, мечтавшим создавать передовые условия жизни. Это Дорн поручил молодому, тогда мало известному архитектору Тессенову строительство здания Института в Хеллерау, а художнику Александру Зальцману — создание новейшей системы освещения.
Это Дорн приблизил сцену к идеалам Рейнгардта, осуществив с Далькрозом постановку оперы «Орфей» Глюка в совершенно необычном сценическом оформлении. Дорн мечтал об особых методах обучения в школах, о постройке домов для рабочих. Он смело шёл навстречу любым трудностям, владел всеми качествами, чтобы стать организатором, изобретателем, руководителем. Дорн погиб в 1914 году близ Триента, сорвавшись в пропасть во время прогулки на лыжах в горах Швейцарии. Брат его, Гаральд Дорн, стал директором Института. Во время Второй мировой войны он погиб от рук нацистов. События после встречи с Дорном развернулись со сказочной быстротой. Дорн предложил Далькрозу переехать в Дрезден и обещал найти средства, чтобы выстроить в Хеллерау здание Института, отвечающего всем его требованиям. После года преподавания системы в самом городе Дрездене состоялось торжественное открытие Института Жак-Далькроза в посёлке Хеллерау.

## «Орфей» Глюка
Бывали дни, когда большой зрительный зал Института в Хеллерау заполнялся по вечерам. Это шла подготовка к первым весенним «Празднествам» 1911 года, к показу ритмических упражнений на публику и к постановке второго действия оперы «Орфей» Глюка. Это являлось первым опытом применения Далькрозом своих ритмических принципов в театральной области. Несомненно, что он своей постановкой заострил вопрос ритма на сцене и на много поднял интерес к этой проблеме. В постановке «Орфея» он мог выявить своё отношение к театральному искусству, роли ритма в массовых действиях на сцене, так как в его руках было руководство оркестром, хорами, солистами, движениями теней и фурий, которых исполняли ученики Института. Интерес к театру у Далькроза возникает уже в 1883 году, когда он, в качестве актёра, принимает участие в турне по городам Франции с труппой Лозаннского театра, директором которого являлся его двоюродный брат. В вопросах театрального искусства имя Далькроза связано с именем художника Адольфа Аппиа. Они встретились, когда обоим было уже более 40 лет, но оба в это время горели творческой энергией и неиссякаемой фантазией. Оригинальные идеи Аппиа, необычное оформление сценической площадки, его исключительный интерес к роли света в театральных зрелищах создали ему репутацию смелого новатора в области оформления сцены. Аппиа считал, что движения и жесты, исполняемые в пространстве, не могут обойтись без света. Свет оживляет их, выделяет пластически, моделирует и формирует подобно тому, как звуки представляют форму движения во времени. Дружба между Жак-Далькрозом и Аппиа длилась много лет, хотя она и претерпевала ряд размолвок, была всё же скреплена безусловным единомыслием по многим вопросам. Временами споры возникали из-за разногласий по вопросам костюмов, освещения и из-за несходства отношения к театральному занавесу. Аппиа проповедовал тесный контакт между зрителями и исполнителями и не признавал занавеса вообще. Далькроз же возражал. Аппиа считал, что разрыв между зрителями и сценой должен быть уничтожен. Публика должна во время антрактов свободно циркулировать не только по зрительному залу, но и за кулисами. Актёры, говорил он. должны сливаться с залом воедино. Зрители могут быть вместе с исполнителями в тесном общении. На Далькроза производили большое впечатление эскизы Аппиа, которые представляли собой композиции из лестниц, отдельных ступеней, террас, колонн, наклонных плоскостей и особенно он восхищался многообразными возможностями освещения сценических площадок. Это освещение придавало движущимся телам особую скульптурность и выразительность. Аппиа писал много статей и пропагандировал систему Далькроза, говоря о несомненном значении ритмики для театра. Несомненно, что дружба этих двух женевцев сыграла большую роль в возникновении новых взглядов на театральное искусство, главное — на роль ритма в сценическом действии. Интересно мнение Далькроза о постановке «Гамлета» во МХТ'е в декорациях Гордона Крэга, которую он видел, когда был в Москве. Далькроз пишет Аппиа, что у Крэга много хорошего, но скопировано с Аппиа до такой степени, что он был этим очень возмущён. Вообще у него создалось впечатление, что Крэг видел рисунки Аппиа, но не сумел их использовать.
Далькроз подчёркивал, что жесты на сцене, сами по себе, ничего не представляют, и бесчисленные ритмы человеческого тела приобретают ценность тогда, когда они служат передачей ощущений. О роли ритма в профессии актёра Далькроз приводит мнение Жоржа Питоева, известного парижского режиссёра и поклонника Далькроза, который считал, что всё поведение актёра на сцене ничего не выражает, если оно не насыщено внутренним ритмом. Но для того, чтобы актёр мог пользоваться этим ритмом, всё его тело должно владеть секретом ритма. По мнению Питоева, ритм основа сценического действия, и он ощущает его, как нечто осязаемое. Макс Рейнгардт, увидев «Орфея» Глюка в Хеллерау, восхищался тем, что возможно сделать с организованной толпой, а художник, работающий с Рейнгардтом, находил, что каждый, кто хочет посвятить свою жизнь драматическому искусству, должен принять участие в курсах Института. Известный писатель Поль Клодель говорил, что всё удивляло в спектакле, напоминало античность и в то же время было абсолютно ново. Это было содружество музыки, пластики и света, которого он никогда не видел. С. М. Волконский писал о постановке «Орфея»: «Прежде всего поражает в этом представлении простота, даже бедность внешних средств. Обстановки — никакой: серый и синий коленкор, в виде занавесей, в разных планах опускающихся над лестницами, ступенями и площадками, обтянутыми тёмно-синим сукном, ритмичность движений, то есть совпадение их со звуком — это то единое, воспринимающее, что связывает всех участников в одно общее. С первого момента появления Орфея, даже ещё до его выхода, уже при первых лучах света, возвещающего его приближение, томящиеся души приходят в движение, устанавливающее внешнее выражение того сочувствия, которое сближает их с появляющимся на пороге ада „смертным“… Поразительна растущая в этом единении сила добра, которая, мало по малу, подчиняет злые силы преисподней… Вы слышите пение Орфея и вы видите движение хора, и вы видите по движению хора, что он слышит и слушает музыку Орфея, и то что вы слышите, и то, что вы видите, было одно и то же, сливалось в одно зрительно-слуховое впечатление, в котором участвовала совокупность всех ваших воспринимательных способностей. Костюмы? только несколько „плакальщиц“ в первом и последнем действии одеты в древнегреческие хитоны с повязкой на голове, а все остальные — в обычных гимнастических костюмах, тех самых, в которых являются на уроки ритмической гимнастики -фурии и демоны в трико, скорбные души — в халатах». О постановке «Орфея» появилось много откликов в газетах и журналах. Большинство отзывов были положительными, но встречались и критические замечания. Не всех удовлетворяло звучание хоров, некоторые замедленные темпы в музыке. Осуждались костюмы с голыми руками и ногами. Однако большинство авторов критических статей писали, что «Орфей» является триумфом режиссуры Далькроза, что значение его ритмики сказалось на постановке. Говорилось, что слияние увиденного и услышанного, а также пластичность масс производило изумительное впечатление. Во всяком случае, все сходились на том, что в Хеллерау показано было нечто ещё невиданное. В отчётах Института сказано было, что Празднество посетило 5291 человек. Все признавали большое общевоспитательное значение ритмических упражнений, но некоторые не одобряли эксперимента Далькроза в области пантомимы и пластики. В нём видели скорее талантливого организатора массовых действий и скульптурных построений, чем создателя индивидуальных пластических танцев. Родоначальница пластического танца, Айседора Дункан, критиковала ритмику Далькроза за чисто формальную связь с музыкой, в отсутствие какой-либо образной и эмоциональной связи.

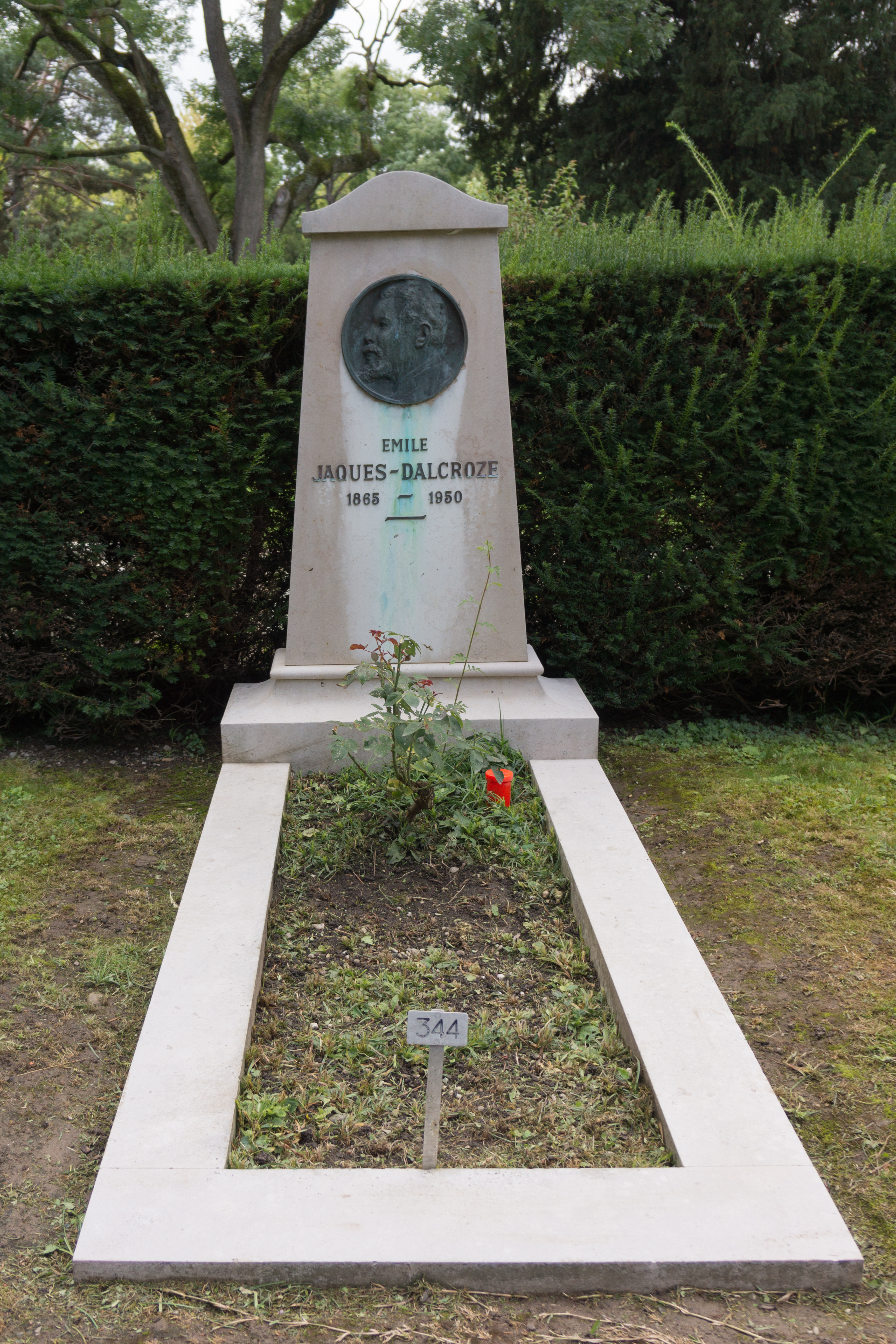
Могила Далькроза на Кладбище Королей в Женеве

Среди посетителей Хеллерауских Празднеств можно было назвать: Станиславского, Дягилева, Рейнгардта, Волконского, Питоева, Нижинского, Синклера, Бернарда Шоу, Клоделя и многих других. Вот некоторые высказывания: А. В. Луначарский: «как бы то ни было, но теперь, увидев гимнастику Далькроза, я должен во всём согласиться с князем Волконским, ибо действительно от движения этих молодых тел веет какой-то новой весной, каким-то глубоким и прекрасным возрождением гармонической, человеческой красоты. Известно, что Далькроз, не ограничиваясь специальным и, так сказать, аристократическим преподаванием музыки и ритмики для своих учениц и учеников, отдаёт много времени и посильному ритмическому перевоспитанию пролетарской детворы. Честь ему за это и слава» Сергей Рахманинов: «Результаты, достигнутые методом Далькроза в области музыкального ритма и слуха, в высшей степени интересны. Они привели меня в искреннее удивление». Падеревский (польский композитор и пианист): «Жак-Далькроз открыл новый путь мышления, которому суждено вести к утверждению музыки в качестве развивающего фактора, подвергая весь наш организм воспитательному воздействию гармонии, мы сами должны стать гармоничными существами». Лео Блех (первый капельмейстер Королевской оперы в Берлине): «…впечатление от ритмической гимнастики из самого радостного удивления и крайнего изумления, превратилось в безудержный восторг. Я убеждён, что здесь создаётся нечто великое и фундаментальное для будущего». Людвиг фон Гофман (деятель сцены): «Опыты, которые будут вам произведены, внесут в запутанную проблему сценического искусства больше ясности в некоторых направлениях, пожалуй, дадут и конечные результаты». Проф. Ф.Грегори (интендант Мангеймского придворного театра): «От всего сердца желал бы я, чтобы каждый актёр и певец подвергся благословенному действию Вашего обучения». Писатель Гуго фон Гофмансталь: «Стремления школы Далькроза, мне кажется, ведут к более возвышенным целям, и наконец являются противовесом механизирующему духу времени». Др. Карл Гагеман (Директор Немецкого театра в Гамбурге): «Я уже давно сделался приверженцем Далькрозовского метода, от которого жду много, особенно для сценического искусства, а также вообще для жизни. Поэтому основав „Сценическую Академию“ Немецкого театра, я сделал упражнения по методу Далькроза главным предметом обучения». Бернард Шоу: "Ритмическая школа Далькроза считает, подобно Платону, что учеников нужно насыщать музыкой. Они ходят, работают и играют под воздействием музыки. Музыка заставляет их думать и жить. Через неё они приобретают такую ясность ума, что могут двигать разными конечностями одновременно, под разную музыку. Несмотря на то, что Жак-Далькроз, как все великие педагоги, большой тиран, его школа так привлекательна, что вызывает у посетителей, как у мужчин, так и у женщин, восклицания: «О, почему меня не воспитали таким образом!», а престарелые мужчины спешат записаться в ученики и развлекают других учеников тщетными усилиями бить на 2 — одной рукой, а на 3 — другой и делать при этом два шага назад каждый раз, как г-н Жак крикнет «Хоп!». Со свойственным ему юмором Бернард Шоу в письме к своему другу Патрик Кемпбел пишет: «Мы присутствовали на студенческом экзамене. Студенты были одеты в трико „sans rien“, которые похожи на рукав или штанину. Каждый из студентов должен был вести за собой цепь других жертв. Они должны были разобрать невозможную по трудности тему, записанную на доске и тут же гармонизировать её, импровизировать, модулировать, а затем дирижировать хором палочкой, а потом всем своим телом. Это было необычайно выразительно и особенно удивительно, что всё исполнялось совсем легко, хотя возможно бы было от этого сойти с ума. Мне следовало бы кого-нибудь этому научить. Я Вам куплю трико и научу Вас. Потом Вы будете устраивать демонстрации этого нового метода».
Итак, в обстановке признания и восхищения расцветала Далькрозовская система ритмического воспитания, и облетала весь мир.

## Празднества в Швейцарии
Композиции эти носили всегда патриотический характер. В них участвовало большое количество людей, временами 1000—2000 и более человек. Режиссура массовых действий была излюбленной формой деятельности Далькроза. Он мог подчеркнуть в них значение ритма. Далькроз хотел, чтобы в театральных постановках центральное место занимал народ — «foule-artiste» (народ-артист), который выявлял бы в движениях, жестах и позах свои ощущения и переживания. Он находил, что всякое групповое действие требует особой новой техники исполнения и называл «полиритмией» соотношение массы и солистов отдельных групп участников между собой. Считал оркестровкой движений — искусство включения массы в общее действие. Далькрозу было предложено в 1914 г. руководить Женевскими Празднествами в память присоединения Женевы к Швейцарскому Союзу.
Но 1914 год положил конец деятельности Далькроза в Хеллерау. Далькроз подписал протест против разрушения немцами Реймсского собора и вынужден был покинуть Германию. Немецкие ученики слали ему оскорбительные письма. Далькроз вернулся в Женеву, переживавшую в то время трудности военной блокады. Лишь по окончании войны возродился на берегу Женевского озера Институт ритма, руководимый Далькрозом. Эмиль Жак-Далькроз скончался в 1950 году в возрасте восьмидесяти пяти лет.
Первый Международный Конгресс по Ритму состоялся в 1926 г., в Женеве. На нём было сделано до 40 докладов на 4-х языках.
Сотрудники Далькроза в Хеллерау
- Вольф Дорн (Германия), директор Института
- Гаральд Дорн (Германия), директор Института после гибели Вольфа в 1914 году
- Генрих Тессенов, архитектор
- Александр Зальцман (Россия), создатель системы освещения
- Перри Ингхем (Ingham, Perry Broadbent) (Англия), возглавил курсы в Англии
- Элсбет Лаутер (Германия), преподаватель
- Густав Гюлденштейн (Германия), преподаватель
- Анни Бек (Annie Beck), (Голландия), преподаватель
- Нина Гортер (Nina Gorter), (Голландия), преподаватель
- Сюзанн Перротте (Франция), преподаватель

Ученики Далькроза в Хеллерау:
- Валериа Кратина (Valeria Cratina), (Австрия)
- Иелле Трельстра (Jelle Trolstra), (Голландия)
- Инга и Рагна Якоби (Jnga & Ragna Jacobi) (Норвегия)
- Габо Фальк (Швеция)
- Альберт Жаннере (Albert Jeanneret) (Швейцария), брат Ле-Корбюзье
- Эмиль Ристори (Швейцария)
- Мариам Рамберг (Mariam Ramberg) (Польша)
- Тадеуш Ярецкий (Польша)
- Пласидо де Монтелио (Placido de Montelio) (Испания)
- Шарлотта Пфеффер (Германия)
- Теодор Аппиа (Франция)

Ученики из России:
- Анатолий Николаевич Александров
- Нина Георгиевна Александрова (Гейман), одна из первых учениц Далькроза, начинавшая в Женеве, затем последовавшая за ним в Хеллерау
- Николай Николаевич Баженов
- кн. С. М. Волконский
- В. А. Гринер (Альванг)
- Нина Валентиновна Романова, в 1914 г. начала учиться в Хеллерау, но помешала война, и она окончила Курсы Ритмической гимнастики Волконского в Петрограде
- Мария Александровна Румер
- Румер Е. Б.
- Нина Семёновна Самойленко, начинала учиться в Хеллерау в 1914, окончила Курсы ритмики Н.Александровой в Москве.